# Chef's Chocolate Salty Balls
"Chef's Chocolate Salty Balls" é o nono episódio da segunda temporada da série de desenho animado estadunidense South Park, e o de número 22 da série em geral. Escrito por Trey Parker, Matt Stone e Nancy M. Pimental, e dirigido por Parker, o episódio foi transmitido originalmente em 19 de agosto de 1998 através do canal de televisão Comedy Central. No episódio, a cidade de South Park é escolhida como sede de um festival de filmes independentes, enquanto Kyle, Stan, Cartman e Kenny tentam ajudar o Sr. Hankey.

## Produção
Em 1998, um álbum de trilha sonora, intitulado Chef Aid: The South Park Album, foi lançado durante a transmissão da segunda temporada. Compilando as canções apresentadas e relacionadas à série, incluindo a canção deste episódio, "Chocolate Salty Balls", interpretada por Isaac Hayes como Chef.

## Enredo
O Festival Sundance de Cinema está ocorrendo em Park City. No entanto, o fundador do evento, Robert Redford, decide que a cidade já se tornou comercializada por causa da migração anual dos grupos de jet set de Hollywood, então ele decide mover o festival para South Park, Colorado. O Festival Sundance é movido para South Park, e imediadamente a cidade é tomada por turistas. Na escola, o Sr. Garrison atribui aos alunos uma tarefa: ver um filme independente durante o festival e escrever um relatório sobre ele. Chef prepara uma pequena tenda de biscoitos para comercializar no festival.
À noite, Kyle está sentado no vaso sanitário, quando ele escuta o Sr. Hankey, chamando-o do banheiro. Kyle convence Stan, Eric e Kenny para ajudá-lo a encontrar o Sr. Hankey; eles entram no sistema de esgoto para procurá-lo. Em pouco tempo, eles encontram o Sr. Hankey, que diz a Kyle que o influxo de todos os turistas de Hollywood, com suas dietas de alimentos saudáveis, interrompeu o ecossistema do esgoto, deixando-o doente.
Kyle e os outros aparecem antes da apresentação de um filme, e Kyle tenta explicar aos visitantes de Hollywood que a presença deles está causando a morte de seu amigo Sr. Hankey. No entanto, todos pensam que o garoto está tentando lançar um roteiro, e eles oferecem lances para adquirir a história. Um agente se aproxima de Cartman para comprar os direitos sobre a história de Kyle; ele concorda prontamente. Então, um filme é produzido durante a noite, estrelado por Tom Hanks como Kyle e um macaco como o Sr. Hankey. Os habitantes de South Park estão começando a se cansar do festival, visto que está fazendo com que a cidade se envolva com o comercialismo e o kitsch de Hollywood. Redford revela que ele fará todas as pequenas cidades adquirir a cultura de Hollywood, já que não pode escapar, então ele quer infligir isso a todos os outros.
Kyle tenta mostrar o Sr. Hankey à multidão, mas ele está pálido e perto da morte. Então, Chef dá uma de suas "Bolas de Chocolate Salgadas", fazendo com que ele volte à vida. Stan, Kyle, Chef e Hankey se aproximam de Redford enquanto ele está no pódio para anunciar o retorno do festival de cinema no próximo ano. Depois que ele ignora os seus pedidos para mudar o festival, Sr. Hankey faz com que os esgotos surjam sobre South Park, fazendo com que Redford e o carro de sua esposa se enchem de fezes, afogando-os e fazendo com que todos os turistas fogem da cidade.